# Teodomiro Leite de Vasconcelos
Teodomiro Alberto Azevedo Leite de Vasconcelos (Arcos de Valdevez, Portugal, 4 de agosto de 1944-Johannesburgo, Sudáfrica, 29 de enero de 1997) fue un periodista y escritor mozambiqueño miembro de la Associação dos Escritores Moçambicanos.
En 1945 se estableció en Mozambique de donde consiguió la nacionalidad. Pasó su infancia en Beira y estudió ciencias sociales en Lourenço Marques (actual Maputo). Trabajó para la Rádio do Aeroclube da Beira y la Rádio Clube de Moçambique, y en 1972, se trasladó a Portugal debido a su posicionamiento contra el régimen colonial. En Portugal trabajó para la Rádio Renascença.
Tras la independencia de Mozambique de Portugal en 1975, regresó a Mozambique y trabajó como periodista de radio y en varias revistas. Además de sus actividades periodísticas, trabajó como profesor, actor y comentarista político. De 1981 a 1988 fue director de la emisora de servicio público Rádio Moçambique.

## Obra
- Irmão do Universo, Maputo, Associação dos Escritores Moçambicanos, 1994
- Resumos, Insumos e Dores Emergentes, Maputo, Associação dos Escritores Moçambicanos, 1997
- Pela Boca Morre o Peixe, Maputo, Associação dos Amigos de Leite de Vasconcelos, 1999
- As Mortes de Lucas Tadeu, Coímbra, Cena Lusófona, 2000 -
- A Nona Pata da Aranha, Maputo, Promédia, 2004

Su historia O Gotejar da Luz fue llevada al cine por Fernando Vendrell en 2001.